# Список об'єктів Світової спадщини ЮНЕСКО в Мадагаскарі
У список об'єктів світової спадщини ЮНЕСКО на Мадагаскарі занесено 3 найменування (станом на 2017 рік). 19 липня 1983 року Мадагаскар ратифікував Конвенцію ЮНЕСКО про охорону свтіової культурної і природної спадщини, а перша мадагаскарська пам'ятка увійшла до переліку об'єктів Світової спадщини 1990 року на 14-й сесії Комітету Світової спадщини ЮНЕСКО. Надалі список об'єктів Світової спадщини ЮНЕСКО на Мадагаскарі поповнювався у 2001 та 2007 роках.

## Статистика
З трьох об'єктів Світової спадщини на Мадагаскарі один є культурним (критерії iii, iv, vi), а два належать до природних (критерії vii-x). Один об'єкт (Цінжі-де-Бемараха) визнаний природним явищем виняткової краси й естетичної важливості (критерій vii). Один природний об'єкт (Вологі тропічні ліси Ацинанани) в 2010 році занесено до списку світової спадщини, що перебуває під загрозою. Шість заповідників з великою кількістю видів-ендеміків внесені в список через незаконні лісозаготівлі.
Четвертий об'єкт, колишній королівський палац Імеріни Рува у 1995 році, напередодні планованого занесення до списку Світової спадщини, згорів під час політичної демонстрації.

## Пояснення до списку
У таблицях нижче об'єкти розташовані у хронологічному порядку їх додавання до списку Світової спадщини ЮНЕСКО.
Кольорами у списку позначено:
На мапах кожному об'єкту відповідає червона позначка ().

## Список
| # | Зображення | Назва                                                                     | Розташування           | Опис | Час створення  | Рік внесення до списку | №                                                   | Критерії    |
| - | ---------- | ------------------------------------------------------------------------- | ---------------------- | --- | -------------- | ---------------------- | --------------------------------------------------- | ----------- |
| 1 |            | Цінжі-де-Бемараха (фр. Réserve naturelle intégrale du Tsingy de Bemaraha) | Провінція Махадзанга   | Вапнякове плато зі шпилями карстового походження — «кам'яним лісом», каньйон річки Манамболо.                                                                          | —              | 1990                   | 494 [Архівовано 24 грудня 2018 у Wayback Machine.]  | vii, x      |
| 2 |            | Королівський пагорб Амбохіманга (фр. Colline royale d'Ambohimanga)        | Провінція Антананаріву | Королівське місто, похоронний комплекс та ансамбль священних місць. | XVIII століття | 2001                   | 950 [Архівовано 10 липня 2011 у WebCite]            | iii, iv, vi |
| 3 |            | Вологі тропічні ліси Ацинанани (фр. Forêts humides de l'Atsinanana)       | Східна частина острова | Збереглися рідкісні види тварин — 78 зі 123 видів безкрилих ссавців Мадагаскару, 72 з яких занесено до Червоного списку МСОП. Серед них, щонайменше, 25 видів лемурів. | —              | 2007                   | 1257 [Архівовано 19 травня 2020 у Wayback Machine.] | ix, x       |

## Попередній список
Попередній список — це перелік важливих культурних і природних об'єктів, які запропоновано включити до Списку Світової спадщини. Станом на 2016 рік уряд Мадагаскару запропонував внести до переліку об'єктів Світової спадщини ЮНЕСКО 8 об'єктів. Їхній повний перелік наведено у таблиці нижче.
| # | Зображення | Назва | Розташування             | Опис | Час створення | Рік внесення до списку | №                                                   | Критерії   |
| - | ---------- | --- | ------------------------ | --- | ------------- | ---------------------- | --------------------------------------------------- | ---------- |
| 1 |            | Бетафо: рисовий та іригаційний ландшафт (фр. Paysage culturel rizicole et hydraulique de Betafo)                                                                   | Провінція Антананаріву   | Навколишній ландшафт Бетафо, столиці стародавнього королівства. Традиційні терасові рисові поля і зрошувальні системи.                                                                                    | XVII століття | 1997                   | 947 [Архівовано 12 серпня 2016 у Wayback Machine.]  | iii, iv, v |
| 2 |            | Королівська резиденція Цинджоариво (фр. Site et rova de Tsinjoarivo)                                                                                               | Провінція Антананаріву   | 5 літніх дерев'яних палаців королеви Ранавалуни I, зразок традиційної архітектури країни. | 1834          | 1997                   | 948 [Архівовано 12 серпня 2016 у Wayback Machine.]  | iii, vi    |
| 3 |            | Махафалі (фр. Sud-Ouest malgache, pays Mahafaly) | Провінція Туліара        | Південь Мадагаскару населений народом махафалі, відомим своїм традиційним господарством та поховальним мистецтвом.                                                                                        | —             | 1997                   | 949 [Архівовано 12 серпня 2016 у Wayback Machine.]  | -          |
| 4 |            | Скеля і печери Ісандара (фр. Falaise et grottes de l'Isandra) | Провінція Фіанаранцуа    | Крута гранітна скеля. Деякі печери стали частиною укріпленого селища, населеного у XVII та XVIII століттях.                                                                                               | —             | 1997                   | 950 [Архівовано 10 квітня 2016 у Wayback Machine.]  | iii, iv, v |
| 5 |            | Антонгона (фр. Antongona) | Провінція Антананаріву   | Археологічні пам'ятники, що датуються між XVI і XVIII століттями. У 1980 році Міністерство культури відновило дві дерев'яні будівлі, де було облаштовано музей.                                           | XVI століття  | 1997                   | 951 [Архівовано 9 червня 2016 у Wayback Machine.]   | iii, iv, v |
| 6 |            | Спеціальний резерват Анйанахарібе-Суд: розширення вологих лісів Ацинанани (фр. Réserve spéciale d'Anjanaharibe-Sud (extension des forêts humides de l'Atsinanana)) | Провінція Анціранана     | Природний заповідник, ділянка лісу площею 18,250 га (45,097 акрів). | —             | 2008                   | 5313 [Архівовано 12 серпня 2016 у Wayback Machine.] | ix, x      |
| 7 |            | Сухі ліси Андрефани (фр. Les forêts sèches de l'Andrefana) | Північна частина острова | Сухі ліси складаються з семи охоронюваних природних територій. На відміну від вологих лісів Ацінанани, вони розташовані в напівпосушливих екорегіонах і мають своєрідну, ендемічну та різноманітну фауну. | —             | 2008                   | 5314 [Архівовано 12 серпня 2016 у Wayback Machine.] | ix, x      |
| 8 |            | Верхнє місто Антананаріву (фр. La Haute Ville d’Antananarivo) | Антананаріву             | Антананарі́ву (раніше — Тананарі́ве) — столиця Мадагаскару. Засноване у XVII ст. | XVII століття | 2016                   | 6078 [Архівовано 13 серпня 2016 у Wayback Machine.] | ii, v, vi  |